# Stallhofen
Stallhofen là một đô thị thuộc huyện Voitsberg thuộc bang Steiermark, nước Áo. Đô thị Stallhofen có diện tích 27,29 km², dân số thời điểm cuối năm 2005 là 3053 người.